# Couteau diviseur
Le couteau diviseur est un organe de sécurité faisant partie de la scie circulaire. Il permet d'éviter le rejet de la pièce mais aussi d’empêcher que les mains soient happées par la partie arrière de la lame.